# Mirandópolis
Mirandópolis là một đô thị ở bang São Paulo của Brasil. Đô thị này nằm ở vĩ độ 21º08'01" độ vĩ nam và kinh độ 51º06'06" độ vĩ tây, trên khu vực có độ cao 429 m. Dân số năm 2004 ước tính là 26 707 người. Đô thị này có diện tích 918,3 km².

## Thông tin nhân khẩu
Dữ liệu dân số theo điều tra dân số năm 2000
- Tổng dân số: 25.936
  - Dân số thành thị: 22.287
  - Dân số nông thôn: 3.649
    - Nam giới: 13.809
    - Nữ giới: 12.127
- Mật độ dân số (người/km²): 28,24
- Tỷ lệ tử vong trẻ sơ sinh dưới 1 tuổi (trên một triệu người): 13,20
- Tuổi thọ bình quân (tuổi): 72,71
- Tỷ lệ sinh (số trẻ trên mỗi bà mẹ): 1,98
- Tỷ lệ biết đọc biết viết: 88,94%
- Chỉ số phát triển con người (HDI-M): 0,797
- Chỉ số phát triển con người - Thu nhập: 0,711
- Chỉ số phát triển con người - Tuổi thọ: 0,795
- Chỉ số phát triển con người - Giáo dục: 0,884

(Nguồn: IPEADATA)